# Dhaandhoo
Dhaandhoo is een van de bewoonde eilanden van het Gaafu Alif-atol behorende tot de Maldiven.

## Demografie
Dhaandhoo telt (stand maart 2007) 897 vrouwen en 874 mannen.